# Mesoctenia hilaris
Mesoctenia hilaris är en tvåvingeart som först beskrevs av Friedrich Georg Hendel 1914.  Mesoctenia hilaris ingår i släktet Mesoctenia och familjen bredmunsflugor. Inga underarter finns listade i Catalogue of Life.